# Elina Netšajeva
Elina Netšajeva (Элина Нечаева, født 10. november 1991) er en estisk  sangerinde som repræsenterede Estland ved Eurovision Song Contest 2018 med sangen "La forza".
Netšajeva er af Estisk, Russisk og Chuvash oprindelse.